# Blå solfjäderstjärt
Blå solfjäderstjärt (Rhipidura superciliaris) är en fågel i familjen solfjäderstjärtar inom ordningen tättingar.

## Utseende och läten
Blå solfjäderstjärt är en rätt liten fågel med lång stjärt som den ofta pumpar upp och ner. Fjäderdrälten är matt blåfärgad, med ljusare buk. Den liknar flera andra blåfärgade flugsnapparliknande fåglar som korttofsad monark, långtofsad monark och azurmonark, men blå solfjäderstjärt är mörkare blå med kontrasterande ljusblått på ögonbrynsstreck, stjärt och i en fläck på vingen. Sången består av en något fallande serie med medelhöga stigande visslingar som ökar i volym. Även ett vasst "wik!" kan höras.

## Utbredning och systematik
Blå solfjäderstjärt delas in i tre underarter:
- R. s. superciliaris – förekommer i Filippinerna (Basilan och halvön Zamboanga i norra Mindanao)
- R. s. apo – förekommer i Filippinerna (sydöstra Mindanao)

Tidigare betraktades samarsolfjäderstjärt utgöra en underart till blå solfjäderstjärt.

## Levnadssätt
Svarthuvad solfjäderstjärt hittas i bergsskogar. Där födosöker den i undervegetationen efter insekter. Den slår ofta följe med kringvandrande artblandade flockar.

## Status och hot
Arten har ett stort utbredningsområde, men tros minska i antal, dock inte tillräckligt kraftigt för att den ska betraktas som hotad. Internationella naturvårdsunionen IUCN listar arten som livskraftig (LC).